# Porto di Vico Equense
Il porto di Vico Equense è un piccolo scalo marittimo, a servizio della città di Vico Equense: in realtà la città ha anche un altro porto, quello di Seiano, nei pressi dell'omonima frazione, di dimensioni maggiori, dove viene effettuato anche servizio passeggeri.

## Ubicazione
Il porto è situato in una conca della penisola sorrentina, sotto il costone sul quale sorge Vico Equense: la città infatti si trova più in alto rispetto al porto ed è collegato ad esso tramite un servizio di autobus, che partono principalmente dalla stazione di Vico Equense.

## Strutture e Servizi
Il porto è di dimensioni ridotte ed è protetto da una scogliera. Nel piccolo specchio d'acqua trovano riparo alcuni pescherecci e piccole barche di pescatori. Inoltre sono ancorate anche piccole barche di locali per un uso turistico: tali barche sono sempre di dimensioni ridotte.
L'area del porto è viva soprattutto nel periodo estivo, quando sono aperti locali e ristoranti: inoltre all'interno del porto sorgono alcune spiagge che grazie al poco movimento di barche e alla pulizia delle acque vengono utilizzate da numerosi bagnanti.